# 庫利什夫卡 (瓦爾瓦區)
50°27′46″N 32°32′5″E / 50.46278°N 32.53472°E
庫利什夫卡（烏克蘭語：Кулишівка），是烏克蘭北部的村莊，隸屬切爾尼希夫州的普里盧基區。該村面積0.7平方公里，海拔高度104米，2006年人口140，人口密度每平方公里199.7人。